# サマー・ウォーカー
サマー・ウォーカー（英語: Summer Walker 本名: Summer Marjani Walker、1996年4月11日 - ）は、アメリカ合衆国アトランタ出身のR&Bシンガー。2018年10月19日、デビューミックステープ『Last Day of Summer』をリリース。2019年10月4日にリリースしたデビュースタジオアルバム『Over It』はBillboard 200で2位を記録し、批評家から幅広い賞賛を受けた。2019年のソウル・トレイン・ミュージック・アワードでは最優秀新人賞を受賞した。

## 生い立ち
1996年4月11日、ジョージア州アトランタでイギリス人の父とアメリカ人の母の間に生まれた。2016年から2018年にかけて、小規模な清掃業とストリップを掛け持ちして働いていた。ギターの弾き方はYouTubeのチュートリアル動画を見て独学で学んだ。

## 経歴
ウォーカーは、アトランタを拠点とするレコードレーベルLove Renaissanceのスタジオマネージャーとして働く、彼女と同じ名前を持つ女性によって見いだされた。2018年10月19日、ヒットシングル「Girls Need Love」を含むデビューミックステープ『Last Day of Summer』をリリース。このミックステープには、信用、疑念、愛、女らしさについての彼女自身の考えが反映されている。2018年後半には、数人の若手アーティストとともに6LACKのFrom East Atlanta With Loveツアーに同行した。 アルバムの成功を受けて、Apple Musicはウォーカーを2019年1月のUp Nextアーティストに選出した。2019年1月25日、4曲のアコースティック・レコーディングからなる初のEP『CLEAR』をリリース。2月27日には、ドレイクを迎え「Girls Need Love」のリミックスをリリースした。
2019年8月23日、デビュースタジオアルバム『Over It』のファーストシングルとして、デスティニーズ・チャイルドのヒットソング「セイ・マイ・ネーム」をサンプリングした曲「Playing Games」をリリース。この曲はBillboard Hot 100で最高16位を記録した。アルバム『Over It』は10月4日にLVRNおよびインタースコープ・レコードからリリースされ、初週にアメリカで13万4000枚相当のアルバムユニットを販売し、Billboard 200で2位を記録した。このアルバムは女性アーティストのR&Bアルバムとして、オンデマンド・オーディオ・ストリームにおける初週のストリーミング数が歴代最高（1億1520万回）を記録した。これは男性アーティストを含めてもザ・ウィークエンドの『Starboy』に続く2番目の記録であった。また、このアルバムはBillboard Top R&B Albumsチャートでは14週1位を記録した。10月26日にはアルバムサポートのためThe First and Lastツアーを開幕したが、彼女の社交不安のためツアーの29公演中20公演はキャンセルされた。11月17日、ウォーカーはソウル・トレイン・ミュージック・アワードで最優秀新人賞を受賞した。
2020年初頭、ウォーカーは21サヴェージの曲「Secret」でフィーチャーされ、4月にはカリードの曲「Eleven」のリミックスでフィーチャーされた。6月28日に開催されたBETアワード2020では、最優秀新人賞と最優秀女性R&B/ポップアーティスト賞にノミネートされ、会場でアッシャーとともにメドレーを披露した。翌日の29日にはEP『Life on Earth』のリリースを発表。EPは7月10日にリリースされ、Billboard Top R&B Albumsチャートで2度目の1位を獲得した。このEPからの2曲、PartyNextDoorをフィーチャーした「Let It Go」と「My Affection」はBillboard Hot 100でそれぞれ84位と86位を記録した。11月29日に開催されたソウル・トレイン・ミュージック・アワードでは『Over It』が年間最優秀アルバム賞を受賞した。

## 音楽性
ウォーカーは、エイミー・ワインハウス、ジミ・ヘンドリックス、エリカ・バドゥからインスピレーションを受けていると述べている。

## ディスコグラフィ

### スタジオアルバム
- Over It (2019年)
- Still Over It (2021年)

### ミックステープ
- Last Day of Summer (2018年)

### EP
- CLEAR (2019年)
- Life On Earth (2020年)